# 野木瓜蚜
野木瓜蚜（学名：Amphicercidus lanigera）为常蚜科瓜蚜屬下的一个种。